# Anna Křenová
Anna Křenová (rozená Navrátilová, 26. července 1874 Praha-Michle – 1. srpna 1944 Praha) byla česká politička, novinářka, a spolková činovnice, sufražetka a feministka, členka České strany sociálně demokratické dělnické, později byla pak zakládající členka Komunistické strany Československa. Spolupracovala s předními osobnostmi českého levicového ženského emancipačního hnutí a vypomáhala s redakčním řízením časopisu Komunistka.

## Život

### Mládí
Narodila se v Praze-Michli, provdala se jako Křenová. Již v mládí začala pracovat a zároveň byla politicky aktivní: stala se členkou Spolku žen a dívek v domáckém průmyslu a prací zaměstnaných, který sdružoval pracující ženy, a reprezentovala jej za Nusle, dále vstoupila do České strany sociálně demokratické dělnické řešící především agendu dělníků a sociálně slabších vrstev.
Ve straně patřila k jejímu formujícímu se marxistickému křídlu sociální demokracie. Roku 1921 byla zakládající členkou nově vytvořené Komunistické strany Československa, která se ze sociální demokracie vyčlenila, vedené Klementem Gottwaldem a Rudolfem Slánským. Na II. sjezdu strany byla zvolena členkou výkonného výboru. Následně začala být činná v okruhu českého ženského komunistického hnutí a podílela se na vzniku a redakci časopisu Komunistka.
Po vzniku Protektorátu Čechy a Morava 15. března 1939 byla Křenová kvůli své levicové politické orientaci zatčena a uvězněna v ženské části Koncentračního tábora Ravensbrück na území Nacistického Německa. Zde byla vězněna spolu se svými spolustraničkami, jako například Jožka Jabůrková, Marie Urbanová či Gusta Fučíková. Podílela se rovněž na tajných schůzkách a politických školeních vězeňkyň v táboře. Byla jednou z nejstarších zde uvězněných komunistek, i díky tomu získala přezdívku máma Křenová.
Anna Křenová zemřela 1. srpna 1944 v Praze ve věku 70 let, na jejím zdravotním stavu se podepsalo několikaleté vězení.